# Sphaerodothella danthoniae
Sphaerodothella danthoniae — вид грибів, що належить до монотипового роду Sphaerodothella.